# Lincoln County, Colorado
Lincoln County är ett administrativt område i delstaten Colorado, USA, med 5 467 invånare. Den administrativa huvudorten (county seat) är Hugo. 

## Geografi
Enligt United States Census Bureau så har countyt en total area på 6 699 km². 6 698 km² av den arean är land och 1 km² är vatten. 

### Angränsande countyn
- Washington County, Colorado - nord
- Kit Carson County, Colorado - öst
- Cheyenne County, Colorado - öst
- Crowley County, Colorado - syd
- Kiowa County, Colorado - syd
- Elbert County, Colorado - väst
- El Paso County, Colorado - väst
- Arapahoe County, Colorado - nordväst
- Pueblo County, Colorado - sydväst